# 雅克利娜·西莫努
雅克利娜·西莫努（法語：Jacqueline Simoneau，1996年9月29日—），加拿大女子花样游泳运动员，2015年泛美运动会双人和集体金牌得主、2019年泛美运动会双人和集体金牌得主、2024年世界游泳锦标赛女子单人技术自选银牌得主。